# مونرو (أوهايو)
مونرو (بالإنجليزية: Monroe, Ohio)‏ هي مدينة تقع في الولايات المتحدة في أوهايو. يقدر عدد سكانها بـ 12,442 نسمة ومساحتها 41.15 كم2 وترتفع عن سطح البحر 254 متر.

## التركيبة السكانية
قام مكتب تعداد الولايات المتحدة بتحديد بيانات التركيبة السكانية لمونرو في تعداد الولايات المتحدة. في ما يلي، التركيبة السكانية حسب تعدادي 2000 و2010.

### تعداد عام 2000
بلغ عدد سكان مونرو 7,133 نسمة بحسب تعداد عام 2000، وبلغ عدد الأسر 2,685 أسرة وعدد العائلات 2,040 عائلة مقيمة في المدينة. في حين سجلت الكثافة السكانية 459.9 نسمة لكل ميل مربع (177.6/كم2). وبلغ عدد الوحدات السكنية 2,822 وحدة بمتوسط كثافة قدره 182.0 نسمة لكل ميل مربع (70.3/كم2).
وتوزع التركيب العرقي للمدينة بنسبة 97.15% من البيض و 0.10% من الأمريكيين الأصليين و 0.34% من الأمريكيين ذوي الأصول الآسيوية و 1.42% من الأمريكيين الأفارقة و 0.77% من عرقين مختلطين أو أكثر.
بلغ عدد الأسر 2,685 أسرة كانت نسبة 32.4% منها لديها أطفال تحت سن الثامنة عشر تعيش معهم، وبلغت نسبة الأزواج القاطنين مع بعضهم البعض 65.1% من أصل المجموع الكلي للأسر، ونسبة 6.9% من الأسر كان لديها معيلات من الإناث دون وجود شريك، وكانت نسبة 24.0% من غير العائلات. تألفت نسبة 20.3% من أصل جميع الأسر من أفراد ونسبة 9.3% كانوا يعيش معهم شخص وحيد يبلغ من العمر 65 عاماً فما فوق. وبلغ متوسط حجم الأسرة المعيشية 2.91، أما متوسط حجم العائلات فبلغ 2.52.
بلغ العمر الوسطي للسكان 40 عاماً. وكانت نسبة 22.8% من القاطنين تحت سن الثامنة عشر، وكانت نسبة 6.5% بين الثامنة عشر والأربعة وعشرون عاماً، ونسبة 29.1% كانت واقعةً في الفئة العمرية ما بين الخامسة والعشرون حتى والأربعة وأربعون عاماً، ونسبة 22.6% كانت ما بين الخامسة والأربعون حتى الرابعة والستون، ونسبة 19.0% كانت ضمن فئة الخامسة والستون عاماً فما فوق. يوجد لكل 100 أنثى 91.7 ذكر، ويوجد لكل 100 أنثى في الثامنة عشر من عمرها فما فوق 88.3 ذكر.
بلغ متوسط دخل الأسرة في المدينة 56,012 دولار، أما متوسط دخل العائلة فبلغ 62,528 دولار. وكان متوسط دخل الذكور 44,864 دولار مقابل 27,385 دولار للإناث. وسجل دخل الفرد الخاص بالمدينة 24,735 دولار. وكانت نسبة 1.0% من العائلات ونسبة 1.9% من السكان تحت خط الفقر، وكان من هؤلاء نسبة 0.4% تحت سن الثامنة عشر ونسبة 2.1% في الخامسة والستين من العمر وما فوق.

### تعداد عام 2010
بلغ عدد سكان مونرو 12,442 نسمة بحسب تعداد عام 2010، وبلغ عدد الأسر 4,649 أسرة وعدد العائلات 3,481 عائلة مقيمة في المدينة. في حين سجلت الكثافة السكانية 784.0 نسمة لكل ميل مربع (302.7/كم2). وبلغ عدد الوحدات السكنية 4,896 وحدة بمتوسط كثافة قدره 308.5 لكل ميل مربع (119.1/كم2).
وتوزع التركيب العرقي للمدينة بنسبة 92.6% من البيض و 0.2% من الأمريكيين الأصليين و 1.7% من الأمريكيين ذوي الأصول الآسيوية و 3.7% من الأمريكيين الأفارقة و 1.3% من عرقين مختلطين أو أكثر.
بلغ عدد الأسر 4,649 أسرة كانت نسبة 39.2% منها لديها أطفال تحت سن الثامنة عشر تعيش معهم، وبلغت نسبة الأزواج القاطنين مع بعضهم البعض 61.6% من أصل المجموع الكلي للأسر، ونسبة 8.8% من الأسر كان لديها معيلات من الإناث دون وجود شريك، بينما كانت نسبة 4.5% من الأسر لديها معيلون من الذكور دون وجود شريكة وكانت نسبة 25.1% من غير العائلات. تألفت نسبة 21.3% من أصل جميع الأسر من أفراد ونسبة 10.1% كانوا يعيش معهم شخص وحيد يبلغ من العمر 65 عاماً فما فوق. وبلغ متوسط حجم الأسرة المعيشية 3.07، أما متوسط حجم العائلات فبلغ 2.63.
بلغ العمر الوسطي للسكان 36.9 عاماً. وكانت نسبة 27% من القاطنين تحت سن الثامنة عشر، وكانت نسبة 5.9% بين الثامنة عشر والأربعة وعشرون عاماً، ونسبة 29.7% كانت واقعةً في الفئة العمرية ما بين الخامسة والعشرون حتى والأربعة وأربعون عاماً، ونسبة 23.1% كانت ما بين الخامسة والأربعون حتى الرابعة والستون، ونسبة 14.3% كانت ضمن فئة الخامسة والستون عاماً فما فوق. وتوزع التركيب الجنسي للسكان بنسبة 48.8% ذكور و51.2% إناث.